# La Lanterne de Nyx
La Lanterne de Nyx (ニュクスの角灯, Nyukusu no rantan) est un seinen manga de Kan Takahama, prépublié dans le magazine Monthly Comic Ran entre mars 2015 et juin 2019 et publié par l'éditeur Leed en un total de six volumes reliés. La version française est éditée en intégralité par Glénat.
La série remporte le Prix de l'Excellence du 21e Japan Media Arts Festival en 2018 et le Grand Prix du 24e Grand Prix du Prix culturel Osamu-Tezuka en 2020.

## Synopsis
En 1878, Myio, une jeune fille timide qui a perdu ses parents lors de la rébellion de Satsuma, commence à travailler dans une boutique d'outils qui gère l'importation et l'exportation de produits artisanaux dans le quartier de Kajiya-cho à Nagasaki. Sa beauté grandit progressivement au fur et à mesure qu'elle entre en contact avec les gens qui l'entourent, dont son patron, Koura Momotoshi. Elle tombe amoureuse de ce dernier mais Momotoshi ne peut oublier ses sentiments pour Judith, son premier amour à Paris, où il vivait,.

## Manga
La Lanterne de Nyx est écrit et dessiné par Kan Takahama et prépublié dans le Monthly Comic Ran (コミック乱) entre le 27 mars 2015 et le 27 juin 2019,. La série est publiée par Leed au format tankōbon avec un total de six volumes sortis entre le 29 janvier 2016 et le 27 août 2019.
La version française est éditée par Glénat avec un total de six volumes sortis entre le 6 mars 2019 et le 20 janvier 2021.

### Liste des volumes
| no | Japonais         | Japonais          | Français          | Français          |
| no | Date de sortie   | ISBN              | Date de sortie    | ISBN              |
| -- | ---------------- | ----------------- | ----------------- | ----------------- |
| 1  | 29 janvier 2016  | 978-4-8458-4421-0 | 6 mars 2019       | 978-2-344-03370-8 |
| 2  | 29 juillet 2016  | 978-4-8458-4428-9 | 5 juin 2019       | 978-2-344-03371-5 |
| 3  | 6 avril 2017     | 978-4-8458-5010-5 | 18 septembre 2019 | 978-2-344-03372-2 |
| 4  | 16 février 2018  | 978-4-8458-5180-5 | 2 janvier 2020    | 978-2-344-03524-5 |
| 5  | 27 novembre 2018 | 978-4-8458-6005-0 | 19 août 2020      | 978-2-344-03525-2 |
| 6  | 27 août 2019     | 978-4-8458-6027-2 | 20 janvier 2021   | 978-2-344-03526-9 |

## Accueil
La série est nommée pour le 20e Prix culturel Osamu-Tezuka en 2016 et remporte le Grand Prix lors de la 24e édition en 2020,.
La série se place 4e du classement du meilleur manga « Kono Manga wo Yome! » du magazine Freestyle.
La série est l'une des œuvres recommandées lors du 20e Japan Media Arts Festival en 2017 et remporte le Prix de l'Excellence de la 21e édition en 2018,.
La Lanterne de Nyx remporte le prix de la meilleure mini-série manga aux Anime Click Awards 2022.
Le Figaro sélectionne la série comme l'un des six mangas recommandés présentés au Festival du Livre de Paris 2019